# نقد العقل العملي
نقد العقل العملي (بالألمانية: Kritik der praktischen Vernunft) هو ثاني نقديّات إيمانويل كانط الثلاثة، وقد نُشر للمرة الأولى عام 1788. قام كانط بتأليف نقد العقل العملي (الذي يتعاطى مع فلسفة الأخلاق) بعد إنهائه نقده الأول، أي نقد العقل الخالص.
كان لهذا الكتاب تأثيراً بالغ الأهمّية على التطوّر اللاحق في مجال فلسفة الأخلاق، ويُعدّ المرجع الأساسيّ لفكرة الأخلاق الواجبة في القرن العشرين.

## روابط خارجية
- نقد العقل العملي على موقع الموسوعة البريطانية (الإنجليزية)